# ひぐらしのなく頃に祭
『ひぐらしのなく頃に祭』（ひぐらしのなくころに まつり）は、同人サークル・07th Expansionが製作した同人ゲーム『ひぐらしのなく頃に』を原作とするPlayStation 2用サウンドノベル。2007年2月22日にアルケミスト/デジタル・ゲイン（後の加賀クリエイト）より発売された。略称は「ひぐらし祭」。
同年12月20日には、ユーザーからの要望を取り入れて大幅にリファインされた『ひぐらしのなく頃に祭 カケラ遊び』及び既存ユーザー向けの『ひぐらしのなく頃に祭 カケラ遊び・アペンド版』が発売された。
タイトルは「な」及び「祭」を赤文字で表記する。

## 発売までの経緯
2005年に同人ゲーム初の家庭用ゲーム機（発表の時点では機種未定）への移植が発表された際、史上初の試みとして注目を集めた。
しかし、移植先の機種が（2006年8月に）PS2に決定するまで長らく「機種未定」の状態が続き、その間に同人ゲームを原作とする『花帰葬』（プロトタイプ）・『MELTY BLOOD Act Cadenza』（エコールソフトウェア）が相次いで発売されたため、移植発表は先んじていたにもかかわらず正式な「第1号作品」にはなれなかった。
当初の発売予定から大幅に延期された理由については作品の性質上、暴力・ホラー表現が多くコンピュータエンターテインメントレーティング機構（CERO）が2006年に新設した「Z 18歳以上のみ対象」の区分に指定される恐れがあったからではないかと噂されていたが、後に公式サイトで「作品全体の倫理調整に時間がかかっているため」と説明された。
結局、2007年1月に「D 17歳以上対象」（コンテンツアイコン/暴力）と発表され、18歳未満販売禁止（及び、禁止と連動する一部自治体の青少年保護育成条例に基づく有害図書指定）は回避されている。恐らく、先述の倫理調整により「Z」区分に指定されるのを避け、1段階低い「D」区分の範囲で許容される限界まで持ち込むために、時間がかかったものと思われる。血の色が赤から青になっている他、残酷と思われる箇所の演出が変更されている。
キャラクターデザインは原作とは大幅に変更されているが、これは竜騎士07のデフォルメされた立ち絵が非常に癖が強く、万人受けしづらいと思われる事や、手の中指と薬指の境目が省略されたオリジナルのデザインに倫理的な問題があるからとされている（→「四つ」を参照）。シナリオについても選択肢をつけた都合上、一部変更がある。

### 発売予定の変遷
当初の発売予定は2006年12月21日であったが一旦、発売日未定（「今冬」発売予定）となった後、2007年1月28日開催のイベント「ひぐらしのなく頃に祭×祭」において正式な発売日が2007年2月22日と発表された。

## 発売後
読者が選ぶエンターブレイン広告大賞2007にて、週刊ファミ通部門で銅賞を受賞した。

## スタッフ
- 原作：竜騎士07
- シナリオ：叶希一（シナリオ監修：竜騎士07）
- キャラクターデザイン：rato（キャラクター原案：竜騎士07）
- BGM：5zizz
- 主題歌プロデュース：志倉千代丸
- 開発：フロンティアワークス/アルケミスト
- 発売：デジタル・ゲイン（現:加賀クリエイト）
- オープニングムービー製作：RMG
- 背景デザイン：メディア・ビジョン

## 主題歌
オープニングテーマ「嘆きノ森」
作詞・作曲 - 志倉千代丸 / 編曲 - 磯江俊道 / 歌 - 彩音
澪尽し編 オープニングテーマ「コンプレックス･イマージュ」
作詞・作曲 - 志倉千代丸 / 編曲 - 上野浩司 / 歌 - 彩音
罪滅し編 エンディングテーマ「escape」
作詞・作曲 - 志倉千代丸 / 編曲 - 磯江俊道 / 歌 - いとうかなこ
目明し編 エンディングテーマ「you」（カケラ遊び）
作詞・歌 - 雪野五月 / 作曲 - dai / 編曲 - OdiakeS
エンディングテーマ「Friend」
作詞・作曲 - 志倉千代丸 / 編曲 - 川越好博 / 歌 - いとうかなこ

## シナリオ
原作（Windows版）が各編とも基本的に選択肢の無い一本道のストーリーであるのに対し、本作ではオーソドックスなアドベンチャーゲームの形式を採用しており、序盤にプレイヤーが選択した行動によって中盤以降に10通りの展開へシナリオが分岐する。
これは原作のシナリオがすべて同時間軸上にあるので、一本のソフトにまとめる為にアレンジをされたためである。
中盤以降に分岐するシナリオは以下の通り。新シナリオ以外の7編は原作とほぼ同じであるため、各編の項目も参照。

### 盥回し編
“たらいまわしへん”。
「第壱章」。
本作の新規書き下ろしシナリオの一編。最初からプレイ可能。これといったフラグを立てていない場合に進むルート。圭一が事件の情報を知りながら、目先の平和に気を取られ目を背け続ける。つまり、圭一が事件に巻き込まれる要因となった好奇心を出さなかった場合どうなるかという一例である。ちなみに各問題編のキーワードが含まれているので、PS2版から入る人が最初からプレイするには向いていないとされる。クリアすると主人公に赤坂が追加。
｢盥回し｣というタイトルは、逃げずに立ち向かうべき場面で逃げ出してしまうところから取っている。
ストーリー
綿流し祭の後に発生した殺人事件の捜査で、興宮署の刑事・大石は圭一を含む部活メンバー達が何か事情を知っていると見てか村の至る所で執拗に聞き込みを始める。しかし、圭一以外のメンバーは捜査に協力する気は無く、誰に尋ねても圭一に聞けと繰り返すばかりで…。

### 鬼隠し編
“おにかくしへん”。
「第弐章」。
レナ寄りの選択肢を選んでいくと進めるルート。ファーストプレイではほぼ確実にこの編か盥回し編に分岐する。

### 綿流し編
“わたながしへん”。
「第参章」。
魅音寄りの選択肢を選んでいくと進めるルート。原作においてこの編に分岐するきっかけとなったイベントで異なる選択肢を選ぶと、途中の展開が変化する。クリアすると主人公に詩音が追加。

### 祟殺し編
“たたりごろしへん”。
「第肆（よん）章」。
沙都子寄りの選択肢を選んでいくと進めるルート。あるルートをクリアしないと入れない。

### 暇潰し編
“ひまつぶしへん”。
「第零章」。
主人公選択で赤坂を選ぶと始まるルート。赤坂は盥回し編クリアで追加される。

### 目明し編
“めあかしへん”。
「第伍章」。
主人公選択で詩音を選ぶと始まるルート。詩音は「綿流し編」クリアで追加される。なお、終盤の選択肢によっては原作と異なる終わり方をする。

### 憑落し編
“つきおとしへん”。
「第陸（ろく）章」。
本作の新規書き下ろしシナリオの一編。ある程度ストーリーを読了した後、祟殺し編のルートに到るまでに圭一・レナ・詩音を狂気に駆り立てると選択できるルート。前半の展開は祟殺し編とほぼ同じだが、圭一が沙都子の叔父・鉄平に正面から勝負を挑む場面を境に大きく異なる展開を見せる。
「憑落し」は、｢憑き｣を落とすために行動していたのが、実は自らを突き落としていた、というところから取っている。
ストーリー
沙都子への虐待をやめさせるべく正面から鉄平に挑むが、軽くあしらわれて己の無力さを痛感した圭一。そんな折、1年前に沙都子の兄・悟史が失踪したのは鉄平と何者かに殺された叔母の仕打ちが原因だと考えている詩音は、激情にかられて最も手っ取り早い「手段」を口にしてしまう。そこにレナも加わり、理由は違えど意気投合した圭一・レナ・詩音の3人はその「手段」を実行に移そうとする。しかし、詰めの部分である意味最悪ともいえるミスを犯してしまい、雲行きが怪しくなってくるのだが…。

### 罪滅し編
“つみほろぼしへん”。
「第質（しち）章」。
各編をある程度読了した後、レナ寄りの選択肢が追加されるのでそれを選んでいくと進めるルート。終盤の選択肢で原作とは異なる展開になる可能性を秘めている。クリアすると主人公に梨花を追加。

### 皆殺し編
“みなごろしへん”。
「第捌（はち）章」。
主人公選択で梨花を選ぶと始まるルート。梨花は罪滅し編クリアで追加される。クリアすると主人公に圭一/梨花が追加。

### 澪尽し編
“みおつくしへん”。
「最終章」。
本作の新規書き下ろしシナリオの一編。「祭囃し編」とは少し異なる形の完結編として描かれている。
主人公選択で圭一/梨花を選ぶと始まるルート。圭一/梨花は皆殺し編クリアで追加される。この編ではこれまでの編で解決した（あるいは未解決だった）間宮リナによる美人局（罪滅し）、園崎詩音の疑心暗鬼（綿流し・目明し）、北条鉄平の帰宅（祟殺し・憑落し）、鷹野三四による終末計画（皆殺し）等の問題が次々に訪れ、それを圭一・梨花の視点で挑んでいくという内容になっている。これまでの解答編ではほとんど選択肢は無かったが、この編では結構な量の選択肢があり、間違えるとバッドエンド行きになってしまう。
「澪尽し」は、船が港に到着するときの印（つまりゴール）という意味の澪標と、｢身を尽くし｣を掛けている。この二つの言葉は良く掛けられる言葉として知られていて、万葉集や小倉百人一首にもこの二つの言葉の意味を掛けた言葉が入った和歌が存在する。
ひぐらしのなく頃に絆の第4巻に祭囃し編と共に収録されているが、こちらは三部構成になっており、一部と三部は祭の澪尽し編に加筆修正を加えた物で、二部は絆の過去作品に収録されている染伝し編・影紡し編・解々し編の結末となるオリジナルの物語。
ストーリー
前の世界でついに敵を突き止めることができた梨花。しかし、梨花の近くにずっといた羽入の姿はどこにもいなかった。この世界は前の世界よりも長く運命の日から1ヶ月前まで戻ることができたが、今まで信頼していた羽入がいないせいで梨花は気落ちしてしまう。
一方、圭一はその行動力で日増し村中に評判が広まり、圭一は魅音から委員長の座を継承される。そして、圭一が委員長に任命されお祝いされる日の夜、梨花の目の前に圭一が現れ……。

## 初回限定版
初回限定版「お持ち帰りぃ〜セット」には以下の特典が同梱される。
- 外伝「羞晒し編」（ブックレット・70ページ）
- サウンドトラック（CD2枚組）
- 特製ポストカード（12枚）

### 羞晒し編
“はじさらしへん”。新規書き下ろしの短編小説。のちにドラマCD化された。また、アニメ第3期にてアニメ化された。
- 本文挿絵：rato
- ゲスト寄稿：鈴羅木かりん・方條ゆとり・鈴木次郎・外海良基・みもり・鬼頭えん（順不同）

## カケラ遊び
2007年12月20日にユーザーからの要望を取り入れて大幅にリファインされた『ひぐらしのなく頃に祭 カケラ遊び』及び『ひぐらしのなく頃に祭 カケラ遊び・アペンド版』が発売された。主な改良点として
- テキスト表示の修正（フォントの変更、キャラクター名の表示）
- TIPSの音声再生対応
- シーンジャンプ機能の追加
- フローチャートの改良
- 前原圭一のフルボイス化
- 「お疲れ様会」の追加
- 「目明し編」エンディング曲を「you」に変更

があり、既に『ひぐらしのなく頃に祭』を所有するユーザーは、『ひぐらしのなく頃に祭 カケラ遊び・アペンド版』を追加購入し、初回起動時に前作DISCを認識させる事により、『ひぐらしのなく頃に祭 カケラ遊び』と同等の機能が提供される。
なお、澪尽し編をクリア後に新しいTIPSとして「覚めない夢」が追加される。このシナリオは祭囃し編の最初のシナリオである鷹野三四の過去話をアレンジしたものとなる。

### お疲れ様会
特定のシナリオの終了後にフローチャートのシーンジャンプから入ることができるシナリオ。本編に出てきたキャラたちが、解決編を見ていない設定で事件を推理するという内容である。「鬼隠し編」「綿流し編」「祟殺し編」「暇潰し編」は、本編の出題編にあったお疲れ様会を、コンシューマ版にあわせて修正されたものとなり、書下ろしとなったのは「盥回し編」「澪尽し編」となる。なお、「暇潰し編」のお疲れ様会ではナレーションとして声優の小林清志が出ている。

## 関連書籍
- ひぐらしのなく頃に祭 オフィシャルガイドブック（エンターブレイン）
  - 2007年4月14日初版発行 ISBN 978-4-7577-3491-3
  - 叶希一の短編「言祝し編（ことほぐしへん）」、外海良基の描き下ろし漫画（4ページ）収録。
- ひぐらしのなく頃に祭 公式コンプリートガイド（角川書店）
  - 2007年5月31日初版発行 ISBN 978-4-04-707237-4
  - 叶希一の短編「為崩し編（なしくずしへん）」収録。